# 界藩城
界藩城 (转写：jaifiyan hoton)，亦作界凡城、者片城等，是指后金政权在今辽宁省抚顺市市区东部浑河中上游大伙房水库东南隅铁背山上建造的行都。

## 概述
界藩城建于铁背山上，其西侧不远便是浑河与苏子河的交汇处，因是两河交汇处故称“界藩”。铁背山上树木浓密、怪石嶙峋、三面临水、一面连山，地理位置极为险要，这里在努尔哈赤统一女真各部前，原是建州女真哲陈部的“界藩寨”（亦作“界凡寨”的）。界藩城循山势而筑，城周长为4612.5米。山城北为峭壁，南为陡城，城墙距地表皆在40米以上，最高处可达百米。筑城利用山脊各段地势分西卫城、内城、东卫城。1619年2月，后金调动1.5万人运料筑城。筑城期间，发生了著名的萨尔浒大战。筑城军民据险死守，不久代善率大部队赶到。在攻破萨尔浒山上的明军大营后，支援筑城役夫从山上冲下，两面夹击，大战历时5天，最后全歼明朝杜松大军，获得了萨尔浒大战的关键性胜利。战后筑城完毕，努尔哈赤进驻界藩城，并将诸王妃接至城中。不久，后金于此地发兵辽北，六月夺开原，七月攻铁岭，八月破叶赫，轻取疆土数百里。这些都与努尔哈赤筑界藩城密不可分。努尔哈赤在界藩城居住了一年零四个月，便迁居距此不远的萨尔浒城。今城北面和南面有门址，内城有两处大型房址，即努尔哈赤的行宫，还有几处半穴式房址。出土过铁甲片、铁弹丸、青花瓷片、缸胎器底等遗物。